# ワールド・カー・アワード
ワールド・カー・アワード（World Car Awards）とは、23カ国・82人の国際的自動車ジャーナリストにより選考されるカー・オブ・ザ・イヤーである。
その年に、世界各地域・各国で発売される新車を平等に評価・投票するものとして、2004年に創設された。選考の対象となる自動車は、該当年の1月1日の時点で2つ以上の大陸にまたがる5カ国以上で販売されていることが条件である。毎年4月に、ニューヨーク国際オートショー会場で、表彰式を行う。かつての名前は「World Car of the Year」であったが2009年に現在の名前へ変更された。

## 受賞車
太字は日本車
| 年   | ワールド・カー・オブ・ザ・イヤー | ワールド・パフォーマンス・カー | ワールド・グリーン・カー                    | ワールド・カー・デザイン・オブ・ザ・イヤー | ワールド・ラグジュアリー・カー    | ワールド・アーバン・カー・オブ・ザ・イヤー |
| ---- | -------------------------------- | ------------------------------ | ------------------------------------------- | ------------------------------------------ | --------------------------------- | ------------------------------------------ |
| 2005 | アウディ・A6                     |                                |                                             |                                            |                                   |                                            |
| 2006 | BMW・3シリーズ                   | ポルシェ・ケイマンS            | ホンダ・シビックハイブリッド                | シトロエン・C4                             |                                   |                                            |
| 2007 | レクサス・LS 460                 | アウディ・RS4                  | メルセデス・ベンツ・E320ブルーテック        | アウディ・TT                               |                                   |                                            |
| 2008 | マツダ・デミオ                   | アウディ・R8                   | BMW 118d with Efficient Dynamics            | アウディ・R8                               |                                   |                                            |
| 2009 | フォルクスワーゲン・ゴルフ VI    | 日産・GT-R                     | ホンダ・FCXクラリティ                       | フィアットNUOVA500                         |                                   |                                            |
| 2010 | フォルクスワーゲン・ポロ 6R      | アウディ・R8 V10               | フォルクスワーゲン・ブルーモーション        | シボレー・カマロ                           |                                   |                                            |
| 2011 | 日産・リーフ                     | フェラーリ・458イタリア        | シボレー・ボルト                            | アストンマーティン・ラピード               |                                   |                                            |
| 2012 | フォルクスワーゲン・up!          | ポルシェ・911                  | メルセデス・ベンツ・S250 CDI BlueEFFICIENCY | レンジローバーイヴォーク                   |                                   |                                            |
| 2013 | フォルクスワーゲン・ゴルフ VII   | ポルシェ・ボクスター ケイマン  | テスラ・モデルS                             | ジャガー・Fタイプ                          |                                   |                                            |
| 2014 | アウディ・A3                     | ポルシェ・911 GT3              | BMW・i3                                     | BMW i3                                     | メルセデス・ベンツ・Sクラス       |                                            |
| 2015 | メルセデス・ベンツ・Cクラス      | メルセデスAMG・GT              | BMW・i8                                     | シトロエン・C4カクタス                     | メルセデス・ベンツ・Sクラスクーペ |                                            |
| 2016 | マツダ・ロードスター             | アウディ・R8クーペ             | トヨタ・ミライ                              | マツダ・ロードスター                       | BMW・7シリーズ                    |                                            |
| 2017 | ジャガー・F-PACE                 | ポルシェ・ケイマン ボクスター  | トヨタ・プリウスPHV                         | ジャガー・F-PACE                           | メルセデス・ベンツ・Eクラス       | BMW・i3                                    |
| 2018 | ボルボ・XC60                     | BMW・M5                        | 日産・リーフ                                | ランドローバー・レンジローバーヴェラール   | アウディ・A8                      | フォルクスワーゲン・ポロ                   |
| 2019 | ジャガー・I-PACE                 | マクラーレン・720S             | ジャガー・I-PACE                            | ジャガー・I-PACE                           | アウディ・A7                      | スズキ・ジムニー                           |
| 2020 | キア・テルライド                 | ポルシェ・タイカン             |                                             | マツダ・MAZDA3                             | ポルシェ・タイカン                | 起亜・ソウルEV                             |
| 2021 | フォルクスワーゲン・ID.4         | ポルシェ・911ターボ            |                                             | ランドローバー・ディフェンダー             | メルセデス・ベンツ・Sクラス       | ホンダ・e                                  |
| 2022 | ヒョンデ・アイオニック5          | アウディ・e-tron GT            |                                             | ヒョンデ・アイオニック5                    | メルセデス・ベンツ・EQS           | トヨタ・ヤリスクロス                       |
| 2023 | ヒョンデ・アイオニック6          | キア・EV6 GT                   |                                             | ヒョンデ・アイオニック6                    | ルシード・エア                    | シトロエン・C3                             |
| 2024 | キア・EV9                        | ヒョンデ・アイオニック5N       |                                             | トヨタ・プリウス                           | BMW・5シリーズ                    | ボルボ・EX30                               |
| 2025 | キア・EV3                        | ポルシェ・911 GT3              |                                             | フォルクスワーゲン・ID.Buzz                | ボルボ・EX90                      | BYD・ドルフィン・ミニ                      |